# Cindy Greiner
Cindy Greiner (eigentlich Cynthia C. Greiner, geb. Suggs; * 15. Februar 1957 in San Diego) ist eine ehemalige US-amerikanische Siebenkämpferin und Weitspringerin.
Im Siebenkampf gewann sie 1983 bei den Panamerikanischen Spielen in Caracas Silber und wurde 1984 bei den Olympischen Spielen in Los Angeles Vierte.
1987 siegte sie in derselben Disziplin bei den Panamerikanischen Spielen in Indianapolis und wurde Zwölfte bei den Weltmeisterschaften in Rom. Bei den Olympischen Spielen 1988 in Seoul kam sie auf den achten Platz.
1991 wurde sie im Weitsprung Elfte bei den Hallenweltmeisterschaften in Sevilla. Bei den Weltmeisterschaften in Tokio wurde sie Zehnte im Siebenkampf und schied im Weitsprung in der Qualifikation aus.
Zum Abschluss ihrer Karriere wurde sie bei den Olympischen Spielen 1992 in Barcelona Neunte im Siebenkampf.
1984 und 1990 wurde sie US-Meisterin im Siebenkampf.

## Persönliche Bestleistungen
- Weitsprung: 6,63 m, 15. Juni 1991, New York City
- Siebenkampf: 6300 Punkte, 2. August 1992, Barcelona